# Ice Bucket Challenge

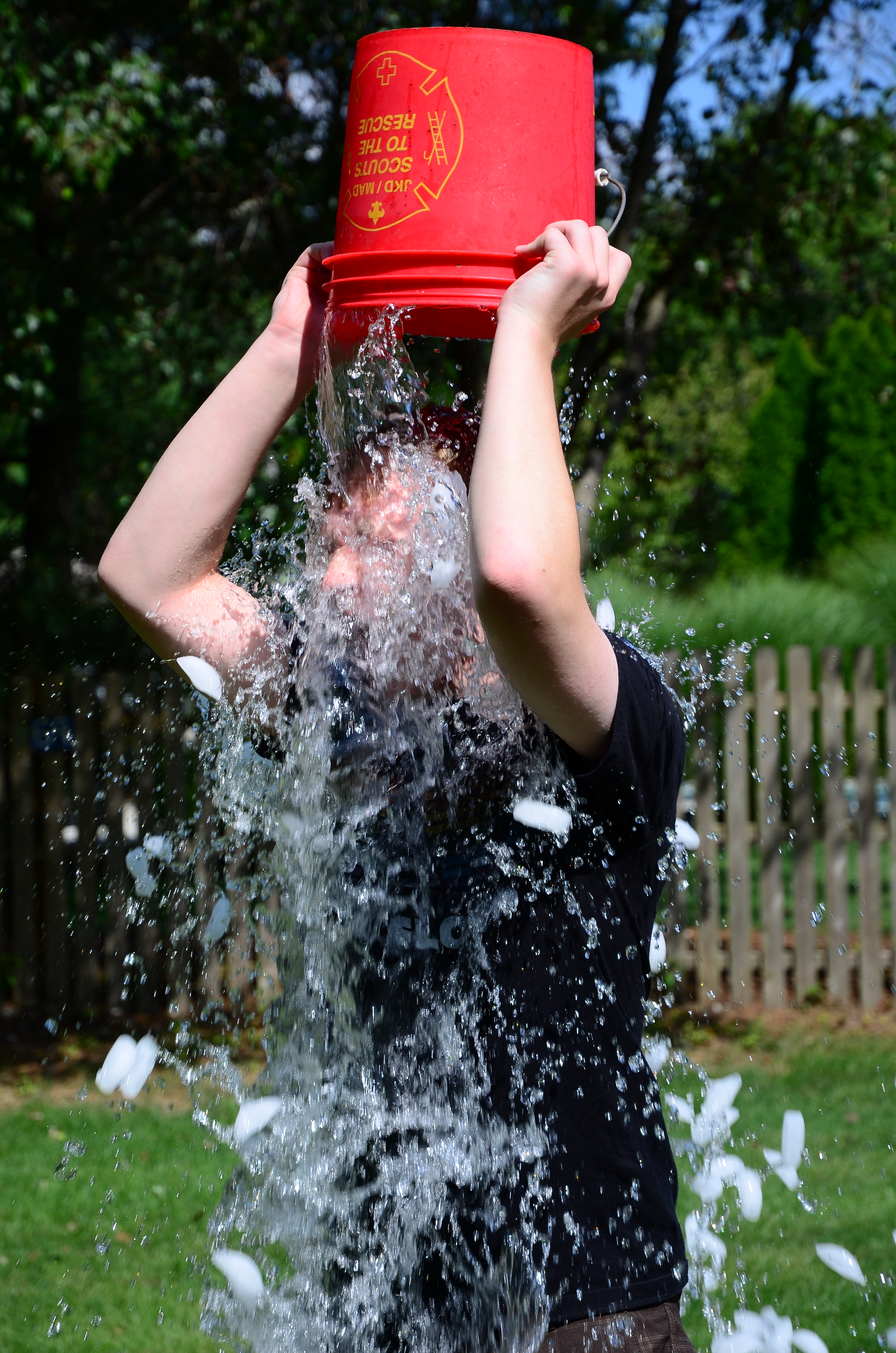
Una persona realizando el Desafío del Cubo de Hielo.

El Ice Bucket Challenge (conocido en español como desafío y reto del balde, pipote, cubeta y cubo de agua fría y helada) fue una campaña publicitaria, entre 2014 y 2015 impulsada entre otros por el estadounidense Corey Griffin,
que intento concientizar sobre la enfermedad llamada esclerosis lateral amiotrófica (ELA, y ALS por sus siglas en inglés), una enfermedad degenerativa progresiva que ataca las neuronas motoras.
Entre algunos casos de víctimas que sufrieron dicha enfermedad se encuentran:
- el beisbolista estadounidense Lou Gehrig (1903-1941),
- el compositor Dmitri Shostakovich (1906-1975),
- el actor británico David Niven (1910-1983),
- la actriz estadounidense Pauline Moore (1914-2001),
- el bajista estadounidense de jazz Charles Mingus (1922-1979),
- el físico Stephen Hawking (1942-2018),
- el escritor Roberto Fontanarrosa (1944-2007),
- el virtuoso guitarrista Jason Becker (1969-),

Para consultar más personalidades, se puede consultar el artículo Personas afectadas por la ELA.
El dinero se recauda a beneficio como donación para la Asociación de Esclerosis Lateral Amiotrófica, que estudia la enfermedad.
La ALS Association es una organización sin fines de lucro que tiene como principal fin la protección y cuidado y sobre todo asistencia a las personas que padecen esta enfermedad, a través de una interconectada red que tiene como sede principal Estados Unidos, además de un programa de investigación que está por todo el mundo con la labor de descubrir tratamientos y una posible cura para la enfermedad.
El 8 de septiembre de 2014 Youtube anunció que el fenómeno pasó los mil millones de reproducciones, superando al Harlem Shake.

## Participantes
Muchas personalidades se han sumado al desafío para apoyar la causa:
A
- J. J. Abrams[6]
- Aerosmith[7]
- Ben Affleck[8]
- Jessica Alba[9]
- Stacey Allaster[10]
- Keegan Allen
- Carmelo Anthony[11]
- Iggy Azalea[12]
- Victoria Azarenka[13]

B
- Steve Ballmer[14]
- Mario Balotelli[15]
- Dave Bautista[16]
- Jennifer Beals[17]
- Jason Becker[18]
- Becky G
- Nikki Bella[19]
- David Beckham[20]
- Troian Bellisario
- Ashley Benson
- Christian Benteke[21]
- Gary Bettman[22]
- Jeff Bezos[23]
- Justin Bieber[24]
- Paul Bissonnette[25]
- Jack Black[16]
- Usain Bolt[16]
- Scooter Braun
- Drew Brees[16]
- Sergey Brin[26]
- Chris Brown[27]
- Kobe Bryant[28]

C
- Diosa Canales[29]
- Dixie Carter[30]
- Migbelis Castellanos[31]
- Chanyeol[32]
- Chris Christie
- Les Claypool[16]
- Chris Colfer[33]
- Tim Cook[34]
- Sidney Crosby[35]
- Russell Crowe[16]
- Tom Cruise[36]
- Kaley Cuoco[37]

D
- Carson Daly[38]
- Nigel de Jong[39]
- Cara Delevingne[40]
- Vin Diesel[16]
- Grigor Dimitrov[41]
- Robert Downey Jr.[16]
- Grigor Dimitrov[42]
- Novak Djokovic[41]
- Drake[43]
- Hilary Duff
- Lena Dunham[6]
- Kevin Durant[44]

E
- Chris Evert[13]
- El Rubius
- Auronplay
- Germán Garmendia
- Willyrex
- Germán Garmendia
- Eminem

F
- Jimmy Fallon[45]
- Leonardo Farkas
- Darren Fletcher[46]
- Foo Fighters[16]
- Rob Ford[47]
- James Franco[48]

G
- Lady Gaga[24]
- Fernando Gago
- Bill Gates[49]
- Melinda Gates[16]
- Chris Gayle[50]
- Susana Giménez
- Selena Gomez[51]
- Tomas Gorny[52]
- Topher Grace[53]
- Dave Grohl[54]
- Grant Gustin[33]

H
- Tommy Haas[13]
- Lucy Hale
- John Harbaugh[55]
- Ian Harding
- Calvin Harris
- Eden Hazard[56]
- Chris Hemsworth[57]
- Chicharito Hernández[58]
- Miguel Herrera
- Jennifer Love Hewitt[36]
- Niall Horan[16]
- Josh Hutcherson

I
- Bob Iger[16]
- Ana Ivanovic[13]
- Gabriela Isler

J
- Hugh Jackman[59]
- Bobby Jindal[60]
- Dwayne Johnson[16]
- Adam Jones[55]
- Jacoby Jones[55]
- Phoenix Jones[61]

K
- Kaká[62]
- Maria Kanellis
- Anna Kendrick[63]
- Ethel Kennedy[64]
- Angelique Kerber[10]
- Jimmy Kimmel[16]
- Stephen King[16]
- Vincent Kompany[65]
- Mike Krzyzewski[66]
- Ashton Kutcher[36]
- Nick Kyrgios[13]

L
- Andy Lau[67]
- Miguel Layún[68]
- Matt Lauer[69]
- Denis Leary[38]
- Lei Jun[70]
- Joleon Lescott[21]
- Adam Levine[71]
- Damian Lillard[72]
- Sabine Lisicki[10]
- Jennifer Lopez[73]
- Mario López[74]
- Demi Lovato[38]

M
- Austin Mahone
- Kate Mara[16]
- Macklemore[16]
- John McEnroe[38]
- Kevin McHale[75]
- Rory McIlroy[16]
- Stephanie McMahon[76]
- Vince McMahon[77]
- Lionel Messi[78]
- Carla Morrison
- Youssouf Mulumbu[21]
- Elon Musk[16]
- Dikembe Mutombo[16]

N
- Ozzie Newsome[55]
- Neymar[79]
- Nickelback[80]
- Bud Norris[55]

O
- Conan O'Brien[81]
- Keith Olbermann[82]
- David Ortiz[83]
- Chord Overstreet[33]
- Mesut Özil[84]

P
- Larry Page[26]
- Jim Parsons
- Anastasia Pavlyuchenkova[10]
- Liam Payne
- Bo Pelini[85]
- Katy Perry[86]
- Kevin Pietersen[50]
- Sasha Pieterse
- Gerard Piqué[36]
- Cesare Prandelli[87]
- Chris Pratt[6]
- Mónica Puig[10]
- CM Punk[16]
- Alan Pulido[88]

R
- Milos Raonic[89]
- Susanna Reid[90]
- Tara Reid[91]
- Nicole Richie[9]
- Rob Riggle[45]
- Fernando del Rincón[92]
- Laura Robson[10]
- Aaron Rodgers[93]
- Seth Rollins[94]
- Cristiano Ronaldo[24]
- The Roots[8]
- Gavin Rossdale[9]
- Emmy Rossum[95]
- Mickey Rourke[38]
- Ronda Rousey[96]

S
- Gabriela Sabatini[13]
- Zoe Saldaña[97]
- Horatio Sanz[45]
- Nicole Scherzinger[98]
- Amy Schumer[16]
- Ryan Seacrest[16]
- Shakira[36]
- William Shatner[99]
- Tim Shaw[100]
- Charlie Sheen[16]
- Blake Shelton[101]
- Buck Showalter[55]
- Brian Sims[102]
- Yuvraj Singh[50]
- Skrillex
- Shepard Smith[103]
- Torrey Smith[55]
- Trey Songz[104]
- Britney Spears[63]
- Phil Spencer[105]
- Steven Spielberg[106]
- Brent Spiner[107]
- Gwen Stefani[9]
- Sloane Stephens[13]
- Martha Stewart[16]
- Harry Styles
- P. K. Subban[108]
- Taylor Swift[109]

T
- George Takei[16]
- John Terry[110]
- Justin Timberlake[111]
- Bella Thorne[112]
- Louis Tomlinson
- Triple H[113]
- Donald Trump[114]
- Tyga[115]

U
- Kate Upton[40]
- Jenna Ushkowitz[33]

V
- The Vamps
- Eddie Vedder[16]
- Ron Vlaar[21]

W
- Heather Watson[10]
- Lil Wayne[116]
- Oprah Winfrey[24]
- Dana White[117]
- Ron White[64]
- Reese Witherspoon[118]
- Tiger Woods[16]
- Caroline Wozniacki[13]

Y
- "Weird Al" Yankovic[27]

Z
- Zendaya[119]
- Mark Zuckerberg[24]

## En la cultura popular
En el videojuego Minecraft, existe un logro llamado 'Ice Bucket Challenge', que se consigue obteniendo obsidiana.